# برونوين أوليفر
برونوين أوليفر (بالإنجليزية: Bronwyn Oliver)‏ هي نحّاتة أسترالية، ولدت في 22 فبراير 1959 في نيوساوث ويلز في أستراليا، وتوفيت في 11 يوليو 2006.